# Lázaro Cárdenas, Salto de Agua
Lázaro Cárdenas är en ort i Mexiko.   Den ligger i kommunen Salto de Agua och delstaten Chiapas, i den sydöstra delen av landet, 800 km öster om huvudstaden Mexico City. Lázaro Cárdenas ligger 306 meter över havet och antalet invånare är 359.
Terrängen runt Lázaro Cárdenas är kuperad åt sydväst, men åt nordost är den platt. Runt Lázaro Cárdenas är det ganska glesbefolkat, med 38 invånare per kvadratkilometer. Närmaste större samhälle är Salto de Agua, 16,8 km väster om Lázaro Cárdenas. I omgivningarna runt Lázaro Cárdenas växer i huvudsak städsegrön lövskog.